# Britain & Ireland's Next Top Model (mùa 8)
Britain & Ireland's Next Top Model, Mùa thi 8 là chương trình thứ tám của loạt chương trình truyền hình thực tế đào tạo người mẫu Britain's Next Top Model. Mùa thi này, giống với bảy mùa thi trước, chương trình được trình chiếu vào ngày 9 tháng 7 năm 2012 trên kênh LIVINGtv. Vòng casting của mùa này bao gồm các thí sinh ở Ireland cũng như là Anh.
Hai giám khảo từ mùa trước đó đã không giữ được vị trí của họ. Elle Macpherson tiếp tục là host của chương trình cùng với nhà thiết kế Julien Macdonald. Nhưng người mẫu kiêm diễn viên Charley Speed và stylist Grace Woodward đã được thay thế bởi nhà thiết kế Whitney Port và siêu mẫu nam Tyson Beckford, trước đây từng là host của Make Me A Supermodel từ năm 2008-2010.
Buổi casting mùa 8 bắt đầu vào ngày 14 tháng 11 tại Dublin và kết thúc ở Newcastle vào ngày 1 tháng 12. Buổi quay của chương trình được kết thúc vào tháng 4 năm 2012.
Điểm đến quốc tế được chọn ghi hình là Dubai cho top 20 bán kết, Paris dành cho top 10 và Toronto dành cho top 5.
Người chiến thắng có cơ hội sở hữu:
- Một hợp đồng với công ty quản lý người mẫu Models 1
- Lên ảnh bìa cùng 6 trang biên tập cho tạp chí Company
- Một hợp đồng quảng cáo với thương hiệu mỹ phẩm Revlon
- Chiến dịch quảng cáo cho Miss Selfridge
- 1 căn hộ ở 51 Buckingham Gate, Luân Đôn
- 1 chuyến đi nghỉ mát tại khách sạn Atlantis ở Quần đảo Cây Cọ, Dubai được tại trợ bởi Destinology

Kết quả, Letitia Herod, cô gái 18 tuổi đến từ Surrey đã chiến thắng chương trình.

## Các thí sinh
Tính tuổi lúc tham gia ghi hình
| Thí sinh            | Tuổi | Chiều cao               | Quê quán            | Bị loại ở | Hạng               |
| ------------------- | ---- | ----------------------- | ------------------- | --------- | ------------------ |
| Millie Raven        | 18   | 1,80 m (5 ft 11 in)     | Leicester           | Tập 2     | 14 (dừng cuộc thi) |
| Emma Sharratt       | 18   | 1,77 m (5 ft 9+1⁄2 in)  | Newcastle upon Tyne | Tập 3     | 13                 |
| Penelope Williamson | 19   | 1,75 m (5 ft 9 in)      | Leeds               | Tập 4     | 12                 |
| Tasmin Golding      | 21   | 1,82 m (5 ft 11+1⁄2 in) | Luân Đôn            | Tập 5     | 11                 |
| Anne Winterburn     | 23   | 1,79 m (5 ft 10+1⁄2 in) | Bedfordshire        | Tập 6     | 10                 |
| Kellie Forde        | 21   | 1,79 m (5 ft 10+1⁄2 in) | Cork, Ireland       | Tập 7     | 9                  |
| Jennifer Joint      | 19   | 1,78 m (5 ft 10 in)     | Hampshire           | Tập 8     | 8                  |
| Madeleine Taga      | 20   | 1,82 m (5 ft 11+1⁄2 in) | Luân Đôn            | Tập 9     | 7                  |
| Roxanne O'Connor    | 22   | 1,75 m (5 ft 9 in)      | Luân Đôn            | Tập 10    | 6                  |
| Risikat Oyebade     | 22   | 1,75 m (5 ft 9 in)      | Luân Đôn            | Tập 11    | 5                  |
| Lisa Madden         | 18   | 1,75 m (5 ft 9 in)      | Cork, Ireland       | Tập 12    | 4                  |
| Anita Kaushik       | 20   | 1,75 m (5 ft 9 in)      | Southampton         | Tập 13    | 3                  |
| Emma Grattidge      | 19   | 1,73 m (5 ft 8 in)      | Swansea, Wales      | Tập 13    | 2                  |
| Letitia Herod       | 18   | 1,74 m (5 ft 8+1⁄2 in)  | Surrey              | Tập 13    | 1                  |

## Thứ tự gọi tên
| 1  | Emma G.   | Anne      | Roxanne   | Emma G. Roxanne | Anita     | Lisa      | Emma G.   | Risikat   | Lisa    | Anita   | Anita   | Emma G. | Letitia |  |  |  |  |  |  |  |  |  |  |  |  |
| 2  | Jennifer  | Lisa      | Emma G.   | Emma G. Roxanne | Lisa      | Roxanne   | Anita     | Anita     | Anita   | Emma G. | Emma G. | Letitia | Emma G. |  |  |  |  |  |  |  |  |  |  |  |  |
| 3  | Letitia   | Roxanne   | Letitia   | Letitia         | Letitia   | Jennifer  | Lisa      | Emma G.   | Risikat | Letitia | Letitia | Anita   |         |  |  |  |  |  |  |  |  |  |  |  |  |
| 4  | Kellie    | Letitia   | Lisa      | Lisa            | Risikat   | Risikat   | Roxanne   | Letitia   | Emma G. | Lisa    | Lisa    |         |         |  |  |  |  |  |  |  |  |  |  |  |  |
| 5  | Millie    | Kellie    | Risikat   | Jennifer        | Kellie    | Anita     | Letitia   | Lisa      | Letitia | Risikat |         |         |         |  |  |  |  |  |  |  |  |  |  |  |  |
| 6  | Tasmin    | Anita     | Anne      | Anita           | Jennifer  | Letitia   | Risikat   | Roxanne   | Roxanne |         |         |         |         |  |  |  |  |  |  |  |  |  |  |  |  |
| 7  | Lisa      | Emma G.   | Anita     | Madeleine       | Madeleine | Emma G.   | Madeleine | Madeleine |         |         |         |         |         |  |  |  |  |  |  |  |  |  |  |  |  |
| 8  | Roxanne   | Risikat   | Madeleine | Kellie          | Roxanne   | Madeleine | Jennifer  |           |         |         |         |         |         |  |  |  |  |  |  |  |  |  |  |  |  |
| 9  | Anne      | Madeleine | Kellie    | Risikat         | Emma G.   | Kellie    |           |           |         |         |         |         |         |  |  |  |  |  |  |  |  |  |  |  |  |
| 10 | Madeleine | Jennifer  | Jennifer  | Anne            | Anne      |           |           |           |         |         |         |         |         |  |  |  |  |  |  |  |  |  |  |  |  |
| 11 | Anita     | Penelope  | Tasmin    | Tasmin          |           |           |           |           |         |         |         |         |         |  |  |  |  |  |  |  |  |  |  |  |  |
| 12 | Emma S.   | Tasmin    | Penelope  |                 |           |           |           |           |         |         |         |         |         |  |  |  |  |  |  |  |  |  |  |  |  |
| 13 | Penelope  | Emma S.   |           |                 |           |           |           |           |         |         |         |         |         |  |  |  |  |  |  |  |  |  |  |  |  |
| 14 | Risikat   |           |           |                 |           |           |           |           |         |         |         |         |         |  |  |  |  |  |  |  |  |  |  |  |  |

     Thí sinh bị loại
     Thí sinh dừng cuộc thi
     Thí sinh chiến thắng cuộc thi
- Tập 1 & 2 là tập casting.
- Trong tập 2, 14 thí sinh được chọn. Milly dừng cuộc thi ở cuối tập vì lí do cá nhân.
- Trong tập 5, Emma G. & Roxanne đều được nhận bức ảnh của tuần.
- Tập 14 là tập dặc biệt ghi lại khoảnh khắc của chương trình trong suốt 7 mùa qua và tìm hiểu thêm về sự nghiệp hiện tại của một số thí sinh.

### Buổi chụp hình
- Tập 1: Áo tắm theo nhóm (Casting)
- Tập 2: Cô dâu Ả Rập theo nhóm (Casting)
- Tập 3: Những con bướm lơ lửng theo cặp
- Tập 4: Ảnh quảng cáo đồng hồ Baby G trong nhà tù
- Tập 5: Câu lạc bộ của những quý ông
- Tập 6: Ảnh quảng cáo nước hoa Impulse với người mẫu nam
- Tập 7: Tạo dáng với nhóm nhạc Rizzle Kicks cho tạp chí Company
- Tập 8: Haute couture trong tiệm giặt ủi với người mẫu nam khỏa thân
- Tập 9: Búp bê sứ mặt buồn
- Tập 10: Tạo dáng trên mạng nhện với nhện; Ảnh chân dung vẻ đẹp cho Revlon
- Tập 11: Tạo với trong trang phục của Miss Selfridge tại thác Niagara
- Tập 12: Ảnh quảng cáo Call It Spring ở hồ Muskoka
- Tập 13: Công chúa Nam Mỹ

### Diện mạo mới
- Anita: Cắt ngắn tới cổ và thêm mái ngố
- Anne: Nhuộm màu vàng trắng
- Emma G.: Highlight màu sáng hơn
- Jennifer: Tóc mowhawk đen
- Kellie: Tóc bob đen với mái ngố
- Letitia: Nhuộm màu vàng mật ong; sau rồi rửa hết màu nhuộm
- Lisa: Tóc tém đen
- Madeleine: Nối tóc dài với mái ngố
- Penelope: Nối tóc màu vàng sáng
- Risikat: Tóc tém kiểu Halle Berry
- Roxanne: Nhuộm màu cam sáng; sau rồi rửa hết màu nhuộm
- Tasmin: Cắt ngắn tới cổ và thêm mái ngố